# Robert L. Baird
Pour les articles homonymes, voir Baird.
Robert L. Baird est un scénariste américain. Il travaille régulièrement avec Daniel Gerson.

## Filmographie

### Cinéma

#### Scénariste
- 2001 : Monstres et Cie réalisé par Pete Docter,David Silverman et Lee Unkrich (crédité en tant que Robert Baird) avec Bob Peterson (supervision de l’histoire et du scénario)
- 2005 : Chicken Little réalisé par Mark Dindal (crédité en tant que Robert Baird) avec Daniel Gerson et Mark Dindal
- 2006 : Cars : Quatre Roues réalisé par John Lasseter et Joseph Ranft
- 2007 : Bienvenue chez les Robinson réalisé par Stephen J. Anderson
- 2012 : Le Mariage de Raiponce réalisé par Nathan Greno et Byron Howard (avec Daniel Gerson, Byron Howard et Nathan Greno)
- 2017 : Ferdinand réalisé par Carlos Saldanha
- 2023 : Nimona (avec Lloyd Taylor)

### Télévision

#### Scénariste
- 1997 : Chahut au bahut (Flash Forward) (1 épisode)
- 1997 : Classe croisière (1 épisode)
- 1998 : Skinnamarink TV (en) (1 épisode)
- 1998 : The Mystic Knights of Tir Na Nog (en)
- 1998 - 1999 : La Nouvelle Famille Addams (2 épisodes)
- 1999 : Le Garçon qui venait de la mer
- 2000 : Le Loup-garou du campus (4 épisodes)
- 2009 : Lutins d'élite, mission Noël
- 2011 : Lutins d'élite, mission Noël 2 (en)

## Distinctions

### Nominations
- Saturn Award :
  - Saturn Award du meilleur scénario 2002 (Monstres et Cie)
- Prix Hugo :
  - Meilleur film 2002 (Monstres et Cie)